# Pepe Sancho
Sancho José Assunção Martínez, artisticamente conhecido como José Sancho ou Pepe Sancho (Manises, 11 de novembro de 1944 - Valência, 3 de março de 2013), foi um ator espanhol.
Ator de cinema e no teatro, trabalhou em filmes de Pedro Almodóvar, Luis García Berlanga, Vicente Aranda, Icíar Bollaín e Mariano Barroso. Em 1977 ganhou um Goya, na categoria Melhor Ator Coadjuvante, com o filme Carne Trémula.